# Xepseskaf
Xepseskaf o Sebèrqueres (en egipci, Šps-s-ȝf; en grec antic Σεβερχέρης Seberkhérēs) fou un faraó de la dinastia IV de l'antic Egipte que va governar entre quatre i set anys, vers el 2410 aC. Manetó encara esmenta un faraó al seu darrere de nom Tamftis (Θαμφθις Thamphtis), del qual res no se sap.
El seu nom d'Horus fou Xepseskat o Xepseskhet; el seu nom Nebti fou Xepseskaf o Xepsesnebti; i el seu nom de Sa Ra fou Xepseskaf. Manetó l'esmenta com a Sebèrqueris o Sebèrqueres. Altres transcripcions del seu nom són: Xepes, Xepseket, Xepses, Xepseskhe i Xepseskafra.
Fou el fill i successor de Menkaure. El nom de la seva mare no es coneix. El rei va tenir dones (la reina principal potser fou Bunefer, per altres considerada filla), i una filla, Khamaat. Diedefptah també es creu que fou fill seu o mig germà. El seu germà gran Khuenre va morir abans que el pare i així va poder arribar al tron.
Alguns indicis semblen suggerir que, a l'inici del seu regnat, van sorgir discrepàncies entre els sacerdots, en les quals va participar la noblesa. més tard, algunes províncies o feus es van revoltar, però sembla que el faraó va aconseguir controlar el moviment. El rei va poder completar el monument funerari del seu pare i construir el seu propi.
Es conserva un bust d'alabastre que es pensa que el pot representar, però molts opinen que es tracta de Menkaure.

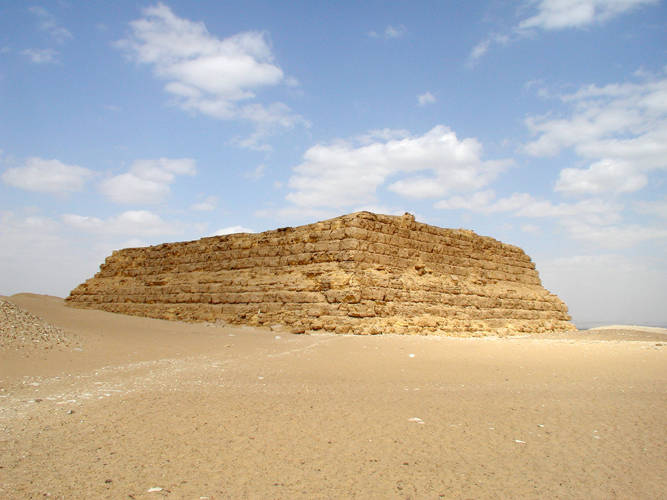
Mastaba de Shepseskaf, a Saqqara sud

El nom del faraó és esmentat en un decret referent a la piràmide de Menkaure, en la biografia del funcionari Nikaanh trobada a la seva tomba a Tehne, en la biografia de l'oficial Ptahxepses gravada a la porta falsa del taüt (avui, al Museu Britànic de Londres), i a les tombes de Sekhemkare i de Nisutpunetjer a Guiza.
El seu monument funerari fou l'anomenada mastabat al-Faraun, és a dir, la ‘mastaba del faraó’, anomenada també la piràmide purificada. El monument fou fet com un sarcòfag en forma de mastaba, amb la part superior lleugerament saltada. Està a uns 20 km al sud de Guiza i a 3 km al sud de Saqqara. El disseny no es va repetir mai més. Mesurava 100 x 74 x 19 metres i fou encaixonada amb pedra calcària. El conjunt fou tancat amb parets de pedra rectangulars (igual que era rectangular el monument). Els blocs de pedra utilitzats eren més grans que els de les piràmides. El nom que se li dona al monument és la piràmide de Saqqara sud. No hi havia una piràmide menor per a la reina.
En morir, és possible que el suposat fill o germanastre Diedefptah o Dedefptah regnés breument i fos el Tamftis de Manetó, però en tot cas va morir aviat i la filla de Menkaure, Khentkaues, germanastra de Xepseskaf, es va casar (o més probablement, ja estava casada) amb un noble anomenat Userkaf (Usèrceres), rebesnet de Khufu (Quèops), que es va poder proclamar faraó i va iniciar la dinastia V.